# 2009年4月澳门

## 4月30日
- 行政長官何厚鏵表示，面對豬流感，特區政府將「不惜成本、不惜代價，全力確保市民的身體健康和生命安全。」澳門電台（页面存档备份，存于）
- 政府向立法會提出增加煙草稅三倍，少於原來的建議九倍。澳門電台（页面存档备份，存于）

## 4月29日
- 澳門維基媒體協會已於2009年4月29日刊憲於澳門特別行政區政府公報第17期第二組，即表示該協會法定成立。印務局
- 法律改革諮詢委員會表示，由於立法會即將換屆，除了緊急法案外，相信5月以後，政府不會再向立法會提交新法案。澳門電台（页面存档备份，存于）
- 政府決定在5月5日派出政府官員，與爭取家庭團聚的家長代表會面。澳門電台（页面存档备份，存于）

## 4月28日
- 立法會一般性表決一致通過護士職程制度，調整初入職護士薪俸至430點。澳門電台（页面存档备份，存于）
- 珠海市港澳事務局局長陳澤宇表示，珠海市及廣東省委已向國務院上報有關橫琴的總體規劃以及周邊工作，橫琴將定位發展為珠海市新城區。澳門電台（页面存档备份，存于）

## 4月27日
- 警方在黑沙環永寧廣場經屋地盤的突擊稽查中查獲一名黑工、一名過界勞工，並帶走廿九人調查。澳門電台（页面存档备份，存于）
- 全國人大前副委員長許嘉璐表示，澳門大學在橫琴建校有助大幅提升澳大的國際化，並為國家高等教育發展起提升作用。澳門電台（页面存档备份，存于）

## 4月26日
- 第二階段巴士路線調整首日實施。澳門電台（页面存档备份，存于）

## 4月25日
- 行政長官何厚鏵表示將於五月中公布第三屆行政長官選舉之選舉日。星島日報
- 大雨下，氣象局在清晨6時50分生效至上午10時30分發出暴雨警告訊號。內港等地水浸，西環發生山泥傾瀉。澳門電台（页面存档备份，存于）

## 4月24日
- 行政長官選舉管理委員會表示，原訂於星期日舉行的第三屆行政長官選委選舉無需舉行。澳門電台（页面存档备份，存于）
- 銀河娛樂08年虧損113.9億港元，但若扣除利息、稅項、折舊及攤銷前，盈利5.44億港元。路氹城銀河渡假城的開幕日期將會押後。澳門電台（页面存档备份，存于）
- 民署決定取消在三盞燈圓形地興建4個封閉式垃圾房計劃。澳門電台（页面存档备份，存于）

## 4月23日
- 巨龍船務表示，正等候澳門政府對其經營氹仔至香港的海上客運服務申請的最後審批，有信心上半年可以開航。澳門電台（页面存档备份，存于）

## 4月22日
- 澳門大學向美國前總統老布殊頒授榮譽博士學位。澳門電台（页面存档备份，存于）
- 治安警今早突擊搜查下環街市地盤，搜出10名懷疑黑工，9名負責人被帶返警局調查。澳門電台（页面存档备份，存于）
- 澳大法學院教授駱偉建在回歸10年研討會上認為，行政長官對中央和特區應是實質負責。科大法學院認為，本澳司法官不足以至司法系統的問題，癥結是有葡語背景的法律群體，混淆個別與社會整體利益。澳門電台（页面存档备份，存于）
- 終審法院判處前運輸工務司司長歐文龍廿四項貪污罪名成立，服刑28年6個月，罰款24萬元，不法所得全數充公。澳門電台（页面存档备份，存于）
- 立法議員吳國昌更求政府交代去年一月拍賣的、位於筷子基的兩幅土地的交易情況。澳門電台（页面存档备份，存于）

## 4月21日
- 23名在壹號湖畔工作的黑工結束爭取欠薪行動。澳門電台（页面存档备份，存于）
- 越南總理阮晉勇官式訪問本澳。澳門電台（页面存档备份，存于）
- 運輸工務司司長劉仕堯在立法會口頭質詢會議上透露，微調後的澳氹新城區填海規劃的初步方案，用地面積由約398公頃調整為350公頃。澳門電台（页面存档备份，存于）

## 4月20日
- 街總將早前完成的公屋政策問卷調查，送交運輸工務司司長劉仕堯，希望政府盡快紓緩市民住屋的重大訴求。澳門電台（页面存档备份，存于）

## 4月19日
- 工聯同經濟學會合作開展的本澳各業工作現狀調查顯示，約7成5受訪者對目前工作的前景感到「憂慮」或「十分憂慮」。澳門電台（页面存档备份，存于）

## 4月18日
- 國務院總理溫家寶在海南博鰲先後會見港澳行政長官表示，中央政府十分關心國際金融危機對港澳的影響，並充分肯定澳門特區政府最近的工作。澳門電台（页面存档备份，存于）澳門電台（页面存档备份，存于）

## 4月17日
- 一名37歲賭場保安涉嫌性侵犯親生女，被司警拘捕。澳門電台（页面存档备份，存于）

## 4月16日
- 行政長官答問大會
  - 何厚鏵表示自去年9月至上月的外勞人數由10.4萬人減至8.7萬人，當中建築業的減幅最多。on.cc即時新聞
  - 何厚鏵證實政府推出現金分享計劃，每名澳門永久性居民派發現金6000元、非永久居民每人派發現金3600元；預計第一批支票將於5月中送出。on.cc即時新聞
  - 何厚鏵表示將會向澳門永久性居民推出「醫療券補貼計劃」，每人派發10張50元醫療券；由於技術及法律性問題，計劃將會在現金分享計劃之後推出。on.cc即時新聞
  - 何厚鏵表示當局擬與部分國家作入境措施協商，包括考慮取消落地簽證安排以控制逾期居留及黑工問題。on.cc即時新聞
  - 何厚鏵表示興建主題公園成功率不高，因而當局都未有批准。on.cc即時新聞
  - 何厚鏵表示澳門大學早已提出擴建校舍的需要，因此有需要遷址橫琴；他並表示由於正與中央溝通故不可公布太多。on.cc即時新聞
  - 何厚鏵表示公務員問責制一定於今年內完成。on.cc即時新聞

## 4月15日
- 傳媒工作者協會向保安司司長張國華發公開信，指責當局向傳媒通報突發事件機制名存實亡。澳門電台（页面存档备份，存于）
- 立法會細則性表決通過修改印花稅繳稅總表法案。澳門電台（页面存档备份，存于）

## 4月14日
- 珠海市代表團到訪本澳，與行政長官何厚鏵會面。雙方就珠三角城市一體化等交換意見。澳門電台（页面存档备份，存于）

## 4月13日
- 空置多年的舊國際酒店現址發生石屎剝落。新聞局（页面存档备份，存于）

## 4月12日
- 當局將於本月26日新增及調整11條巴士線路，並在東方明珠設巴士站、增加皇朝區巴士班次以及強化亞馬喇前地轉乘站功能。澳門日報
- 澳門行政長官何厚鏵將於本月16日發表施政總結。澳門日報

## 4月11日
- 根據《澳門日報》報道，由於中國的IC卡有安全漏洞，同為IC卡的澳門通之安全性受到關注。澳門日報

## 4月10日
- 漁人碼頭行政總裁周錦輝稱，有意重建現有的漁人碼頭第1期。澳門電台（页面存档备份，存于）

## 4月9日
- 土地工務運輸局擬將《澳門地區指導性規劃》把澳門劃分為21區。澳門日報

## 4月8日
- 建築商人鄧儉民被國際刑警組織發出全球紅色通緝令。澳門日報
- 第20屆世界超級模特環球大賽中國區總決賽定於5月4至8日在澳門舉行。澳門日報

## 4月7日
- 香港保安局副秘書長魏永捷表示由去年至今年3月合共約有2100名澳門居民因未能出示赴港申報表而不被入境是不符合香港法例規定的有效旅遊證件規格；同時他也否認有澳門居民拒絕入境黑名單。蘋果日報[]
- 日前被母親一同燒炭身亡的13歲女子就讀的聖若瑟教區中學第五校舉行追思會及作心理輔導活動。澳門日報

## 4月6日
- 澳門大學向澳門立法會介紹位於橫琴新校區的初步規劃。澳門日報
- 土地工務運輸局提出「優化路環舊市區可行性研究」兩個規劃方案，建議把路環舊區發展為娛樂與創意匯集消閒社區。澳門日報
- 社會協調常設委員會擬規定莊荷入職時須年滿21歲。澳門日報
- 台山威苑花園一名失婚婦女攬同自己13歲的女兒燒炭身亡。澳門日報

## 4月5日
- 工務局提出兩項優化路環市區可行性研究方案。澳門電台（页面存档备份，存于）

## 4月3日
- 澳門當局對於2009年二十國集團峰會沒有把澳門列入為避稅天堂的黑名單之內表示歡迎。澳門日報
- 上海世博會澳門區門票今起由兩家代理商銷售。澳門日報

## 4月2日
- 信德集團董事總經理何超瓊證實於上月接連收到十多封恐嚇信，並已經交予司法警察局處理。蘋果日報[]

## 4月1日
- 香港立法會將於月初將召開保安事務委員會會議討論港澳居民往來兩地的出入境便利措施，包括e道互通及取消入境申報表。澳門日報
- 能源業發展辦公室主任山禮度表示電費有調減4至8%空間。澳門日報
- 南光天然氣有限公司奪得天然氣分配公共服務批給，並會在9個月內投入運作、兩年內營運。澳門日報